# Trigonoptera amboinica
Trigonoptera amboinica là một loài bọ cánh cứng trong họ Cerambycidae.